# ルチア・ボゼッティ
ルチア・ボゼッティ（Lucia Bosetti、女性、1989年7月9日 - ）は、イタリアの元バレーボール選手。元イタリア代表。同じく代表でプレーするカテリーナ・ボゼッティは実妹。日本国内では、表記ゆれでルチーア・ボセッティと表記される場合もある。

## 来歴
2008年、イタリア代表に初選出される。同年のワールドグランプリで代表デビューした。北京オリンピックのメンバーからは外れた。
2009年の欧州選手権では金メダルを獲得。同年のグラチャンに出場し、優勝を果たした。2010年の世界選手権では5位となった。
2011年の欧州選手権はメダルを逃したが、ワイルドカードで参加したワールドカップでは故障のセレナ・オルトラーニに代わりオポジットで出場した。初戦の日本戦を皮切りに全試合スタメン出場し、大会2連覇を達成した。
2012年、ロンドンオリンピックの代表12名に選ばれ、本大会に出場したがメダルに届かなかった。
2017年に2年ぶりに代表復帰し、同年8月のワールドグランプリで銀メダルを獲得、2018年に日本で開催された世界選手権で準優勝を果たした。

## 球歴
- オリンピック - 2012年
- 世界選手権 - 2010年、2018年
- ワールドカップ - 2011年
- 欧州選手権 - 2009年、2011年、2013年、2017年
- ワールドグランドチャンピオンズカップ - 2009年
- ワールドグランプリ - 2008年、2010年、2011年、2012年、2014年、2015年、2017年

## 所属クラブ
- Sassuolo Volley（2007-2009年）
- バレー・ベルガモ（2009-2011年）
- GSOヴィッラ・コルテーゼ（2011-2012年）
- River Volley Piacenza（2012-2014年）
- Fenerbahce（2014-2016年）
- カザルマッジョーレ（2016-2017年）
- サヴィーノ・デルベーネ・スカンディッチ（2017-2021年）
- FVブスト・アルシーツィオ（2021-2022年）
- Çukurova Belediyesi SK（2022-2023年）